# St.-Cosmas-und-Damian-Kirche (Bockhorn)

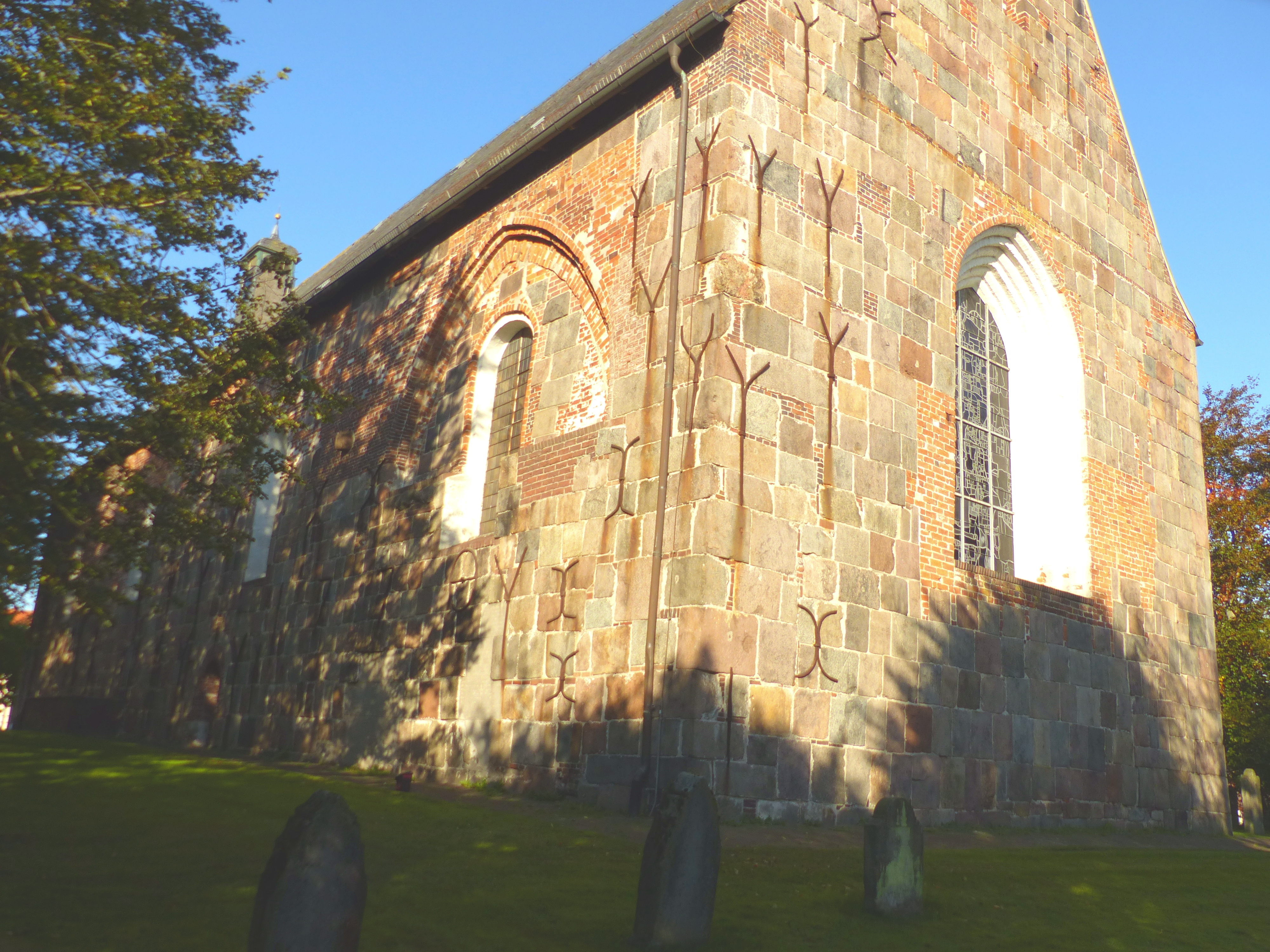
Bockhorner Kirche von Südosten

Die Kirche St. Cosmas und Damian ist das evangelisch-lutherische Gotteshaus in Bockhorn, Landkreis Friesland in Niedersachsen. Ihr Patrozinium leitet sich von den heiligen Zwillingsbrüdern Cosmas und Damian ab, die unentgeltlich Kranke geheilt haben sollen.

## Geschichte
Mit dem Bau der Kirche wurde im Jahr 1230 begonnen. Sie ist als typisch friesische Kirche zum Teil aus Findlingen gebaut und auf einer Warft errichtet. 1630 wurde die Kirche bei einem Brand durch Blitzschlag beschädigt. Danach wurden ein Taufbecken aus Eichenholz, die Empore und die Kanzel angeschafft. Außerdem wurde statt der ursprünglichen Gewölbedecke eine flache Balkendecke eingezogen, die bereits 1776 farbig gefasst war.

## Baubeschreibung

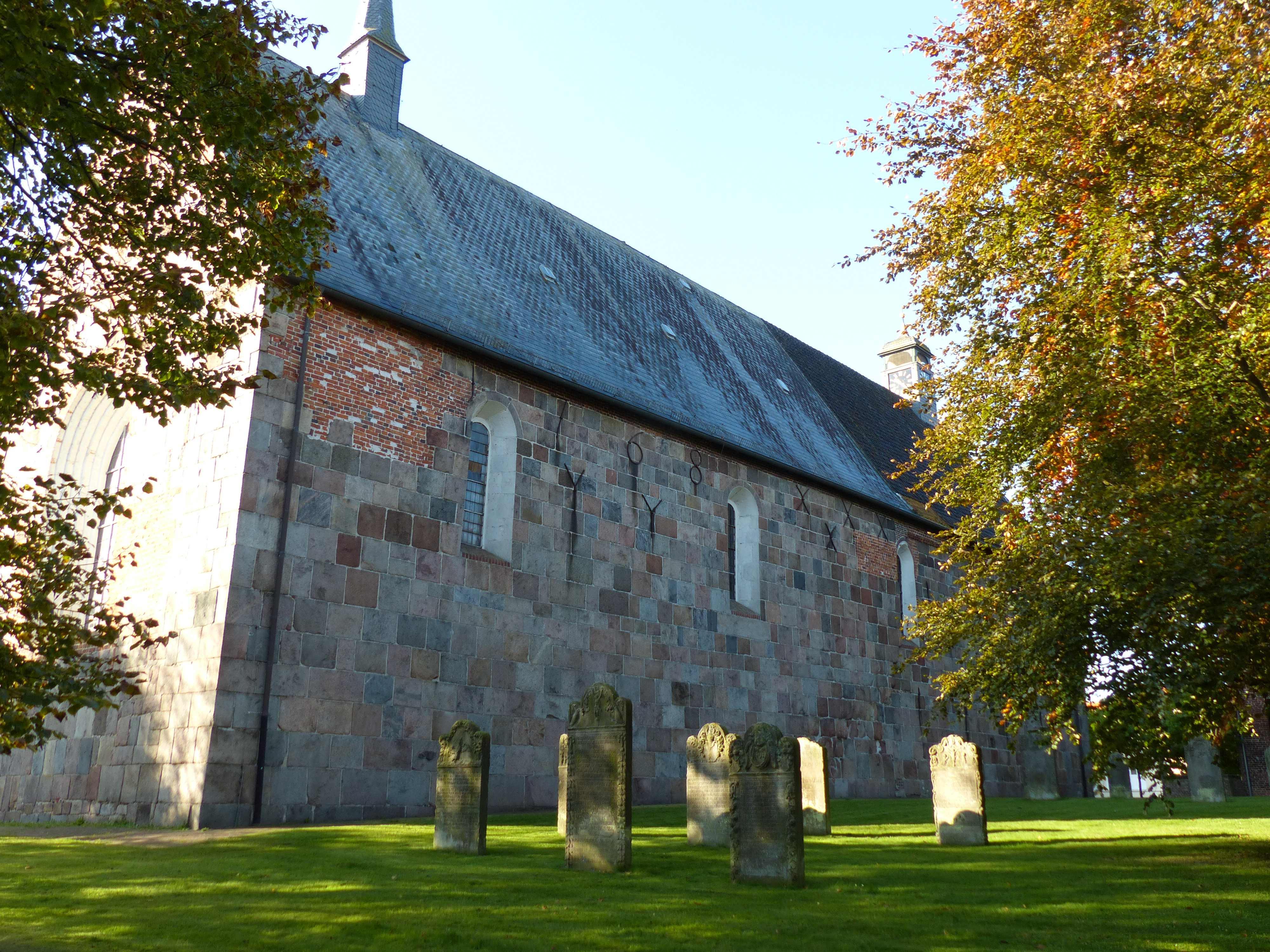
Nordwand von Nordosten

Es handelt sich um eine rechteckige Saalkirche, die in von Osten nach Westen eine Länge von 37,40 m und von Norden nach Süden eine Breite von 10,30 m aufweist. Die Mauern sind bei einer gleichbleibenden Stärke von 170 cm etwa 10 m hoch. Außen sind sie aus behauenen Granitfindlingen aufgesetzt, die Innenschicht wird aus Backstein gebildet. Dazwischen befindet sich eine Füllung aus Steinbrocken und Muschelkalk. Die Fensteröffnungen der Nordwand sind noch originaler Bestand, die anderen drei Außenwände sind stark durch Reparaturen und Durchbrüche verändert.
Auf dem schiefergedeckten Satteldach sitzt im Osten ein geschlossener Dachreiter mit spitzem Helm und einer Wetterfahne, auf der anderen Seite über dem 1649 angelegten Westportal ein weiterer Dachreiter, der in alle vier Himmelsrichtungen Zifferblätter zeigt. Unter der welschen Haube des westlichen Dachreiters hängt die Schlagglocke der Uhr.
Das spitzbogige Ostfenster wurde 1968 nach einem Entwurf des Bremer Künstlers Heinz Lilienthal verglast.

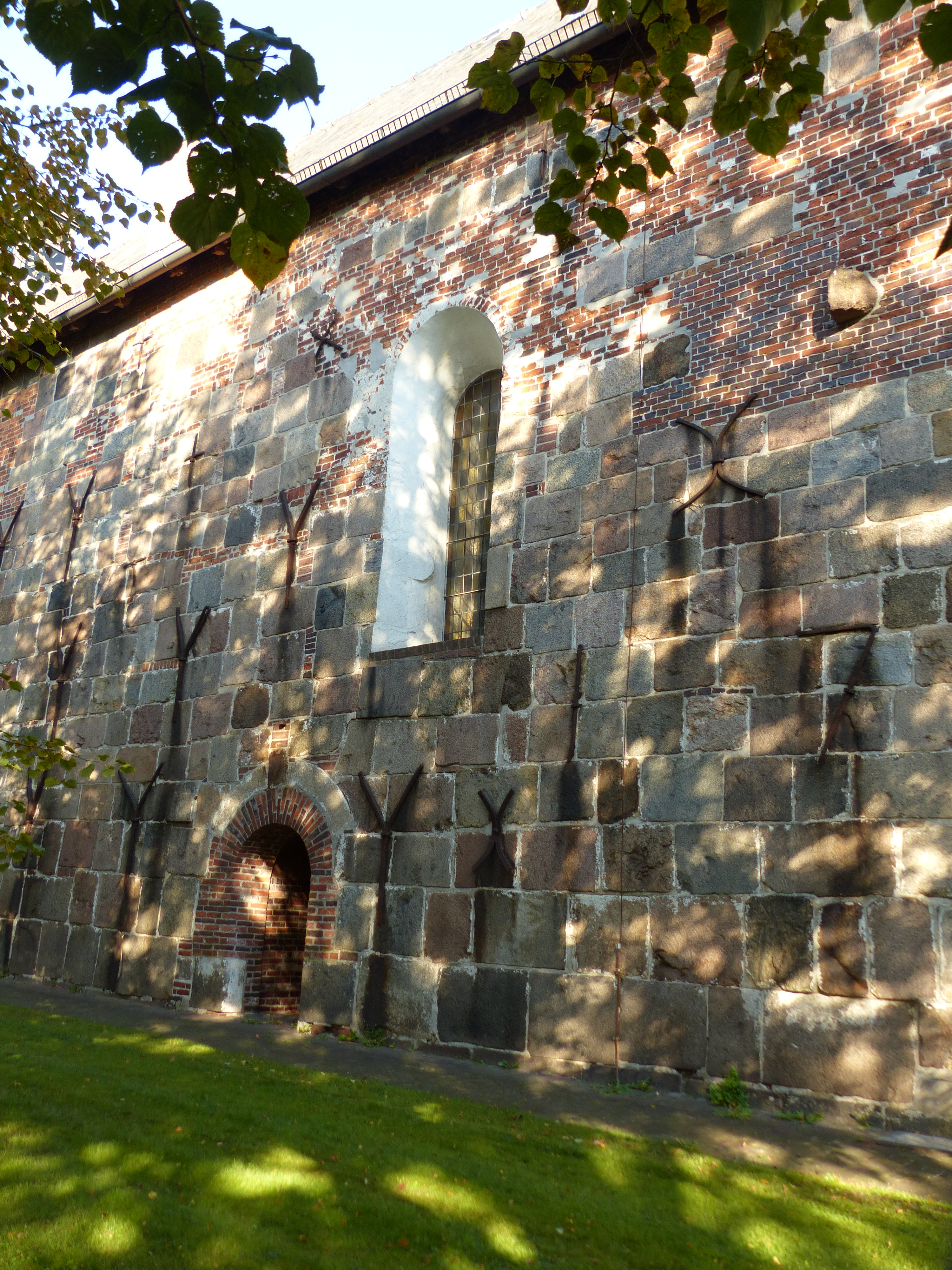
Mittlere Südwand mit romanischem Fenster und später verkleinertem romanischen Portal
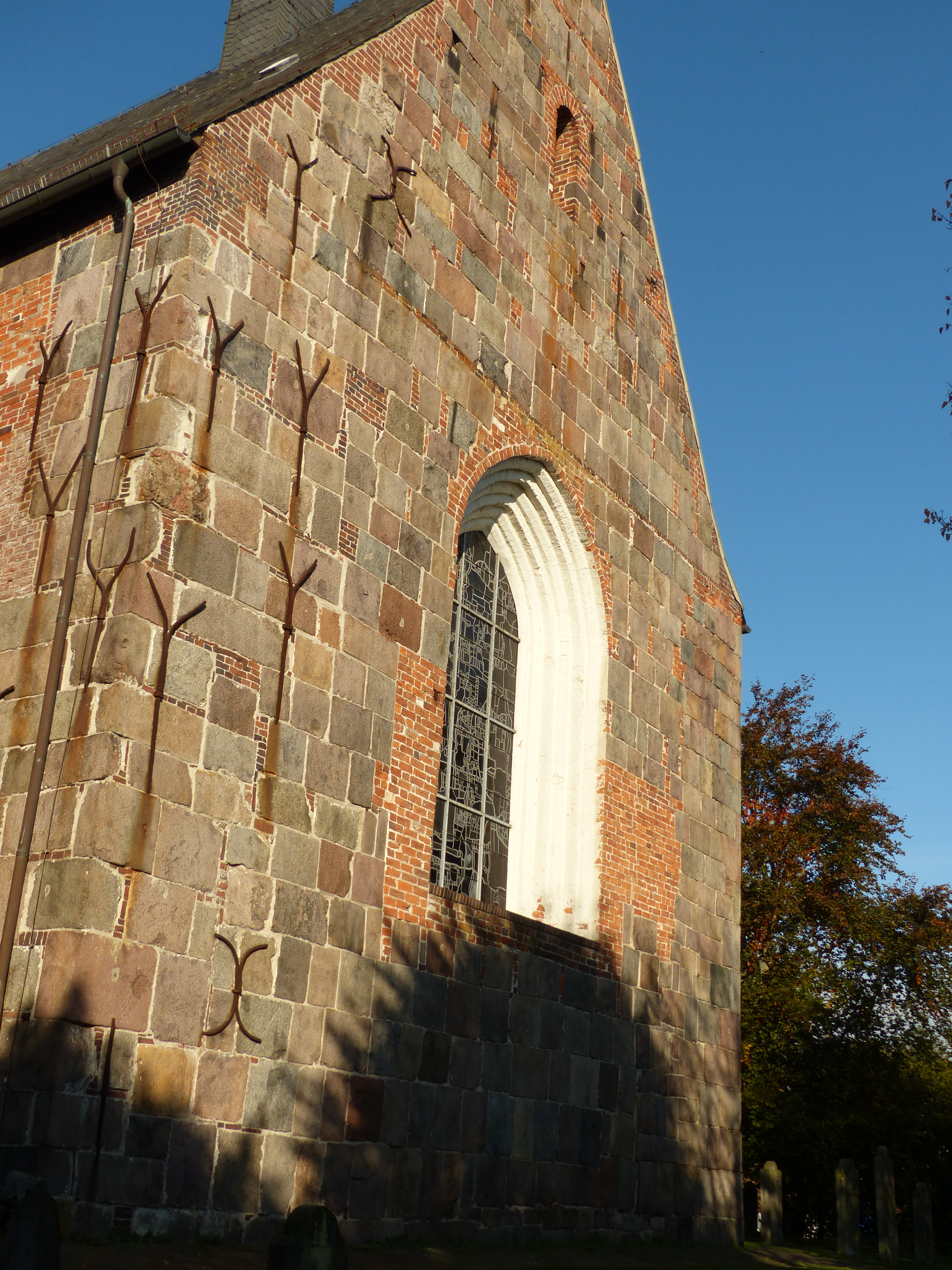
Gotisches Ostfenster
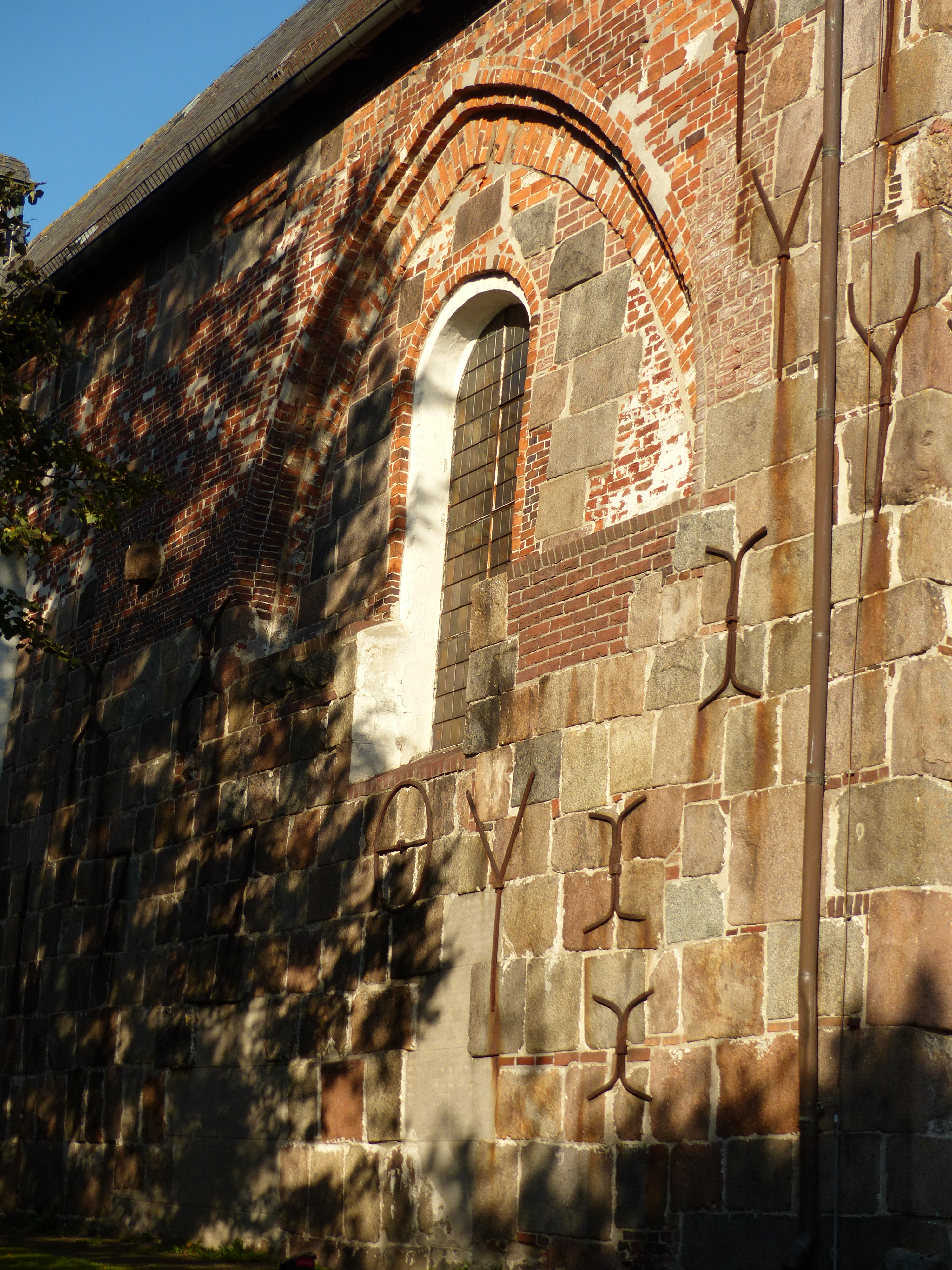
Anschlusbogen des verlorenen Anbaus von 1375
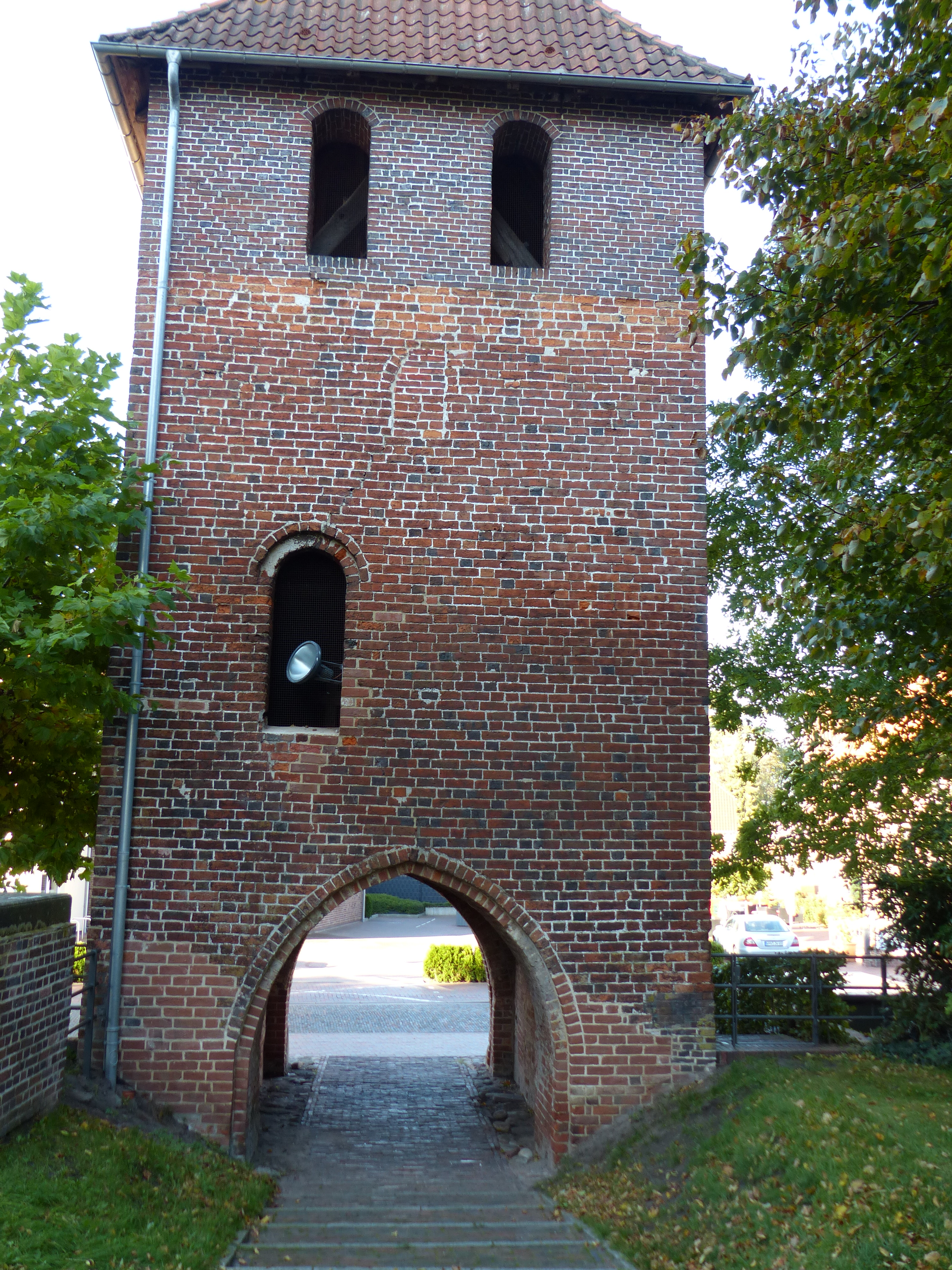
Tor- und Glockenturm mit romanischem und vermauertem gotischen Fenster und neuerem Glockengeschoss

## Ausstattung
Die ältesten Einrichtungsgegenstände sind ein Taufstein aus dem 13. Jahrhundert und ein Grabstein aus dem Jahre 1656. Ein Ölgemälde Christus am Kreuz stammt von Thomas Willeboirts Bosschaert (1614–1654) und ist nach Vorbildern von Rubens und van Dyck geschaffen. Es wurde 1817 für 100 Taler Gold in Münster erworben.
Das bronzene Altarkreuz wurde 1968 von Erich Brüggemann aus Stöckte bei Winsen an der Luhe entworfen und in Berlin gegossen. In der Mitte zeigt ein Relief Christus als das Gotteslamm, auf den vier Armen des Kreuzes befinden sich die Symbole der vier Evangelisten: ein Mensch mit Flügeln – Matthäus, ein Löwe – Markus, ein Stier – Lukas und ein Adler – Johannes.

## Orgel

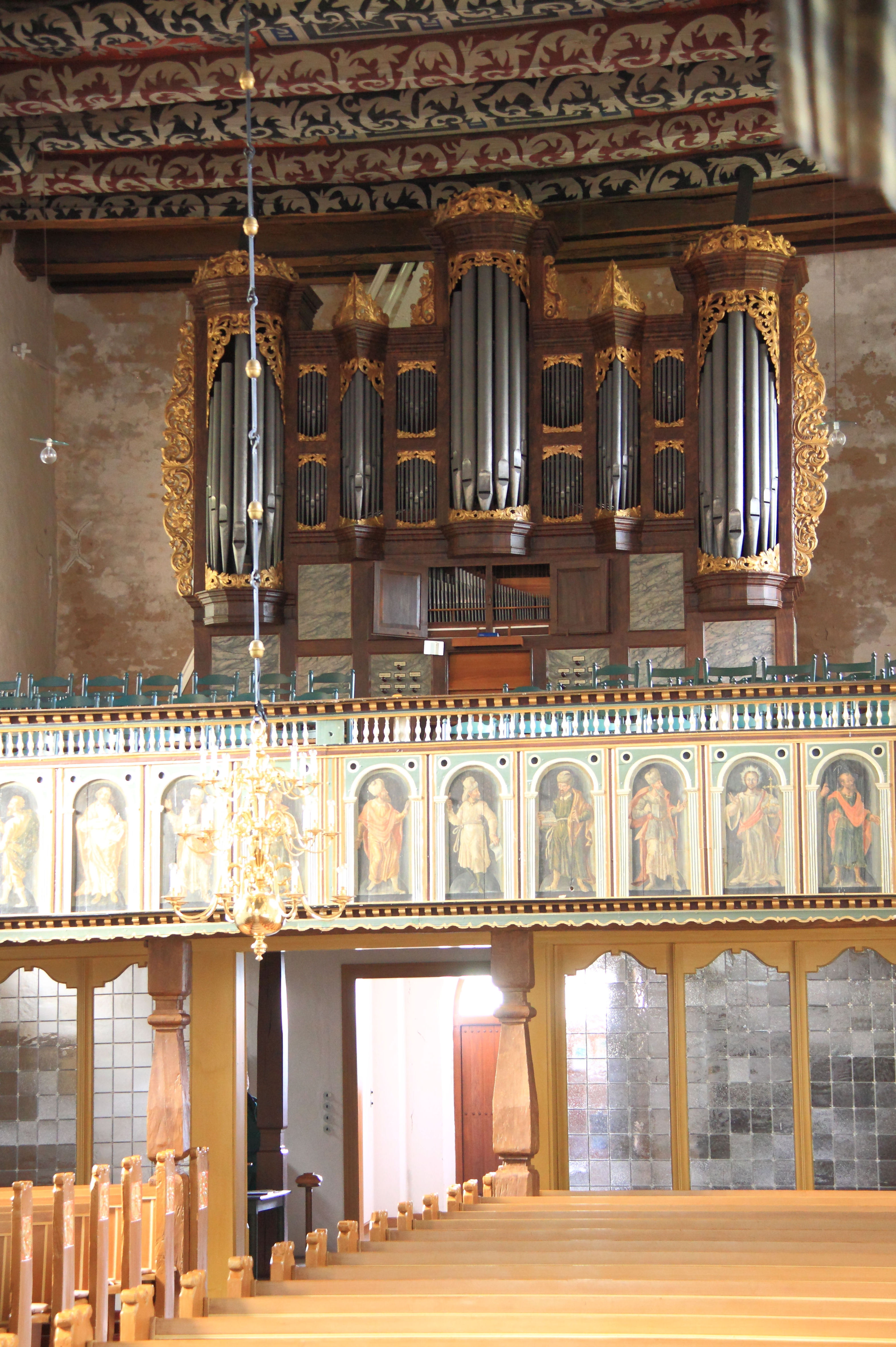
Orgel in der Kirche zu Bockhorn

Die Kirche hatte bis 1721/1722 keine Orgel, bis Christian Vater, ein Schüler des Arp Schnitger, beauftragt wurde, eine zu bauen. Sie verfügt über 19 Register auf zwei Manualen und Pedal und wurde bei der Einweihung von Vater selbst gespielt. Nachdem fast zwei Jahrhunderte nur Reparaturen und Wartungsarbeiten durchgeführt worden waren, erfolgte unter Johann Martin Schmid ein Umbau der Orgel, bei dem sieben originale Register verloren gingen. Schmid baute neue Klaviaturen ein und stimmte das Instrument um. Alfred Führer stellte 1950 die ursprüngliche Disposition wieder her. Unter Beratung von Harald Vogel folgte 1982/1983 eine konsequente Restaurierung der Orgel und eine Rekonstruktion aller nicht originalen Teile durch die Firma Führer. Dabei konnte sogar die ursprüngliche Stimmung abgeleitet werden, da die Deckel der Gedacktpfeifen hier fest verlötet waren.
| I Hauptwerk CDE–c3 |     |   |
| Principal          | 8′0 | V |
| Gedackt            | 8′  | V |
| Oktav              | 4′  | V |
| Quint              | 3′  | F |
| Oktav              | 2′  | V |
| Mixtur 4-fach0     |     | F |
| Trompete           | 8′  | F |
| Vox humana         | 8′  | F |

| II Brustwerk CDE–c3 |       |   |
| Flöte douce         | 08′0  | V |
| Gedackt             | 04′   | V |
| Waldflöte           | 02′   | V |
| Quint               | 1 ⁄2′ | F |
| Sesquialter 2-fach0 |       | F |
| Tremulant           |       |   |

| Pedal CDE–d1         |      |   |
| Untersatz            | 16′0 | V |
| Principal            | 08′  | V |
| Oktav                | 0 4′ | V |
| Rauschpfeife 2-fach0 |      | F |
| Posaune              | 16′  | V |
| Trompete             | 08′  | F |

- Koppeln: II/I, I/P

- Winddruck: 68 mm
- Tonhöhe: ca. 1⁄2 Ton über normal
- Stimmung: ungleichstufig (Werckmeister III entsprechend)

Anmerkungen
V = Christian Vater (1721/1722)
F = Alfred Führer-Orgelbau (1982/1983)

## Glocken
Der aus Backstein gemauerte Glockenturm steht elf Meter nordwestlich der Kirche. Darin hängen zwei Glocken.
| Nr. | Glockengießer                  | Gussjahr | Aufschrift |
| 1   | Johannes Frese                 | 1507     | + maragareta + bin + ick + gheheten + de + van + bockhoren + hebben + mi + laten + gheten + anno + domini + m + cccc + vii |
| 2   | Hans Bermann, Heinrich Ottinck | 1619     | ALLE WELT EHR UND ZIER VORGEHET / GOTTES WORT ABER EWIG STEHET                                                             |